# تاليسافد
تاليسافد هي بلدة في مقاطعة شافيركان في ولاية بخارى في أوزبكستان.